# Xandão
Alexandre Luiz Reame,[carece de fontes?] mais conhecido como Xandão (Araçatuba, 23 de fevereiro de 1988), é um futebolista brasileiro naturalizado italiano que atua como zagueiro e volante. Atualmente está no Londrina

## Carreira
Depois de realizar boa temporada de 2009 pelo Grêmio Barueri, o zagueiro, teve sua contratação oficializada pelo São Paulo em 22 de dezembro de 2009, foi apresentado no São Paulo em 7 de janeiro de 2010, junto com um "pacotão" de reforços contratado pelo tricolor àquela temporada. Em 2 de setembro de 2010, o jogador anotou seu primeiro gol com a camisa são-paulina, contra o Atlético Goianiense, em jogo válido pelo Campeonato Brasileiro.
Mantido no clube para a temporada 2011, as eliminações no Campeonato Paulista para o Santos e na Copa do Brasil para o Avaí, contudo, fizeram com que a temporada são-paulina fosse mais conturbada. Em 15 de outubro de 2011,em jogo que também culminou com a demissão do então treinador Adílson Batista, depois de péssima atuação, onde Xandão, cometeu um pênalti ao por a mão na bola, o jogador se tornou um dos principais alvos de crítica da torcida, sendo negociado ao final do ano com o Sporting, onde se apresentou em 5 de janeiro de 2012.
No Sporting Clube de Portugal, Xandão marcou um golo de calcanhar que ficou gravado na história leonina, já que permitiu a vitória da equipa portuguesa por 1-0 contra o todo-poderoso inglês, Manchester City, nos oitavos-de-final da Liga Europa 2011/2012.

## Estatísticas
Até 19 de novembro de 2011.

### São Paulo
| Clube             | Temporada         | Campeonato nacional | Campeonato nacional | Copa nacional[a] | Copa nacional[a] | Competições continentais[b] | Competições continentais[b] | Outros torneios[c] | Outros torneios[c] | Total | Total |
| Clube             | Temporada         | Jogos               | Gols                | Jogos            | Gols             | Jogos                       | Gols                        | Jogos              | Gols               | Jogos | Gols  |
| ----------------- | ----------------- | ------------------- | ------------------- | ---------------- | ---------------- | --------------------------- | --------------------------- | ------------------ | ------------------ | ----- | ----- |
| São Paulo         | 2010              | 21                  | 1                   | 0                | 0                | 5                           | 0                           | 9                  | 0                  | 35    | 1     |
| São Paulo         | 2011              | 23                  | 0                   | 4                | 0                | 0                           | 0                           | 15                 | 0                  | 42    | 0     |
| São Paulo         | Total             | 44                  | 1                   | 4                | 0                | 5                           | 0                           | 24                 | 0                  | 77    | 1     |
| Total na carreira | Total na carreira | 44                  | 1                   | 4                | 0                | 5                           | 0                           | 24                 | 0                  | 77    | 1     |

- a. ^ Jogos da Copa do Brasil
- b. ^ Jogos da Copa Sul-Americana e da Copa Libertadores da América
- c. ^ Jogos do Campeonato Paulista e amistosos

## Títulos
Cercle Brugge
- Campeonato Belga - 2ª divisão: 2017-18

Red Bull Brasil
- Campeonato Paulista do Interior: 2019